# Catalogue of Southern Peculiar Galaxies and Associations
Der Catalogue of Southern Peculiar Galaxies and Associations ist ein astronomischer Katalog, welcher die galaktische Entwicklung beziehungsweise die Interaktionen und Störungen zwischen und unter den Galaxien in der südlichen Hemisphäre beinhaltet. In ihm sind 6.445 ungewöhnliche Galaxien mit photographischen Aufnahmen aufgeführt. Das Buch "A catalogue of southern pecliar galaxies and associations" wurde 1987 von Halton C. Arp und Barry F. Madore veröffentlicht. Der Arp-Madore-Katalog besteht aus zwei Bänden. Der erste Band ist eine Einführung in das Werk und enthält eine Liste der Objekte, die im zweiten Band enthalten sind. Letzterer enthält 25 Kapitel, die die vielfältigen Formen beschreiben, die eine Galaxie oder Gruppen von Galaxien annehmen können, sowie zahlreiche Fotografien.

## Geschichte
Als Vincent Reddish vom United Kingdom Science Research Council (SRC) mit der Planung und dem Bau des 48-Zoll-Schmidt-Teleskops in Australien beauftragt wurde, war klar, dass damit eine große Chance zur Entdeckung neuer astronomischer Objekte und Phänomene in der relativ wenig erforschten südlichen Hemisphäre geschaffen werden würde. Eines der ersten Programme, das mit dem Teleskop durchgeführt werden sollte, war eine systematische Durchmusterung des gesamten Südhimmels. Dieses Projekt war Teil der ESO/SRC Southern Sky Survey und gehörte zu den Aufgaben der United Kingdom Schmidt Telescope Unit. Das Prototyp-Teleskop für das britische Schmidt-Teleskop war das 48-Zoll-Schmidt-Teleskop auf dem Palomar Mountain, das in den 1950er Jahren die berühmte und weit verbreitete Himmelsdurchmusterung der nördlichen Hemisphäre durchgeführt hatte. Das Schmidt-Teleskop in Australien sollte die neue Eastman Kodak IIIa-J-Emulsion verwenden, die in Verbindung mit der schnellen Optik (f/2,5) und dem dunklen Himmel in Siding Spring bis zu schwächeren Größenordnungen vordringen sollte, als jemals zuvor auf beiden Hemisphären systematisch beobachtet worden waren.
Anfang 1973 beschloss Reddish, dass die vielen neuen und interessanten Objekte der Durchmusterung des Südhimmels systematisch erfasst und veröffentlicht werden sollten. Zu diesem Zweck lud er Arp nach Edinburgh ein, um die Erstellung eines Katalogs der Objekte zu erwägen, die damals auf der ersten dieser Durchmusterungsplatten erschienen. Halton Arp dokumentierte 1966 in seinem Artikel Atlas of Peculiar Galaxies 338 eigenartige Galaxien auf der Nordhalbkugel, die von Astronomen wie ihm selbst, Boris Alexandrowitsch Woronzow-Weljaminow, A. Wilson, Fritz Zwicky und anderen bei der Palomar Sky Survey entdeckt wurden. Arp erkannte, dass die tiefe U.K.-Schmidt-Durchmusterung Merkmale mit geringer Oberflächenhelligkeit besser erkennen würde als jede frühere Durchmusterung und daher viel größere Ausdehnungen an den äußeren Rändern von Galaxien registrieren würde. Er war der Meinung, dass diese schwachen äußeren Regionen Besonderheiten enthüllen würden, die normalerweise nicht sichtbar sind, und Zusammenhänge zwischen Objekten aufzeigen würden, die normalerweise nicht vermutet werden. Deshalb begann er 1973 voller Enthusiasmus mit dem Projekt.
Nach der ersten Durchsicht der Platten wurde klar, dass die gründliche Durchsuchung aller Platten der Durchmusterung der südlichen Hemisphäre eine gewaltige Aufgabe für eine Person war. Um die Situation zu entschärfen, bat Reddish im Herbst 1974 einige der anderen Astronomiezentren in Großbritannien um ihre Mitarbeit. Auf diese Einladung hin schlug Donald Lynden-Bell Barry Madore, damals in Cambridge, vor, sich dem Projekt anzuschließen. Madore stimmte zu, und im November 1974 durchsuchten Arp und Madore in Edinburgh gemeinsam den ersten Satz von Platten. Diese Zusammenarbeit sollte mehr als zehn Jahre dauern.
In den ersten sieben Jahren fuhren Arp und Madore etwa einmal pro Jahr nach Edinburgh, um jeden Stapel neuer Platten zu durchsuchen, die in Australien beschafft und nach Schottland verschifft worden waren. Anfangs nahm das Scannen jeder Platte viel Zeit in Anspruch; jede Galaxie bis zu einer Größe von etwa 0,2 Millimeter (=10 Bogensekunden) zu untersuchen, ist keineswegs eine triviale Aufgabe. Doch mit der Weiterentwicklung der Geräte stieg die Geschwindigkeit beim Scannen der Platten von durchschnittlich zwei pro Tag auf etwa sechs. Trotz dieser Verbesserung wurde beschlossen, den Katalog auf Zonen zu beschränken, die nur bis zu einem Deklinationszentrum von −25 Grad nördlich liegen. Daher ist der Katalog eine vollständige Auflistung der eigenartigen Objekte vom südlichen Himmelspol bis zu einer Deklination von −22 Grad. Es gibt 537 Tafeln, nominell 6,5 Grad mal 6,5 Grad im Quadrat, die die SRC Sky Survey für diesen Bereich des Südhimmels umfasst.
Während all dieser Jahre waren die Mitarbeiter der britischen Schmidt Telescope Unit enorm hilfreich. Russell Cannon und Tim Hawarden übernahmen die Verantwortung für die Einrichtung der Plattenabtast- und Messeinrichtungen. Russell Eberst und Elizabeth Sim halfen bei der Suche nach den besten verfügbaren Platten, auf denen die Vermessung durchgeführt werden konnte. Als im Herbst 1980 die letzte Platte eingescannt war, begann man mit der Zusammenstellung der tabellarischen Beschreibungen und Positionen von etwa siebentausend Objekten und der Erstellung der Fotografien von etwa einem Sechstel davon. Es wurde beschlossen, zwei Bände zu erstellen. Der erste, der die Positionen und Beschreibungen aller besonderen Objekte enthält, sollte die quantitative Grundlage für künftige Studien bilden. Der zweite Band mit ausgewählten Fotos sollte die verschiedenen Kategorien (25) von Besonderheiten illustrieren und die Aufmerksamkeit auf die herausragenden Vertreter jeder Kategorie lenken.
Da einige der Zentren der Vermessungsplatten nicht genau mit den nominalen Zentren übereinstimmten, waren einige der frühen Positionen bestimmter Objekte ungenau. Es wurde daher beschlossen, die Positionen aller Objekte durch Überlagerungen zu überprüfen. Im Jahr 1980 verbrachten Petrusia Bojetchko und Ed Anderson einen Teil des Sommers in Toronto, um die Positionen zu korrigieren, und 1981 erweiterte Matthew Bates die Arbeit während eines einmonatigen Aufenthalts in Edinburgh. Später stellte sich jedoch heraus, dass einige der einfachen Verfahren zur Korrektur der Koordinaten unzureichend waren, so dass Madore und Robert Freedman 1982/83 die Überlagerungen und Verschiebungen für den gesamten Katalog wiederholten.
Diese erneute Analyse war fast so zeitaufwendig wie die ursprüngliche Suche und verzögerte die Veröffentlichung erheblich. Aber sie war unerlässlich. Die Ausrichtungsgenauigkeit der meisten großen optischen Teleskope ist heute besser als ein paar Zehntel Bogenminuten, und dementsprechend haben die Sucherfelder für die TV-Erfassung in der Regel nur einen Durchmesser von ein oder zwei Minuten. Wenn der Katalog den praktischen Bedürfnissen der optischen Astronomen dienen sollte, mussten die Koordinaten mit einer Genauigkeit von mehr als einer Bogenminute bestimmt werden, die bei den ersten groben Reduktionen erreicht wurde. Da andere Kataloge mit unserem Katalog abgeglichen werden sollten, waren gute Positionen unerlässlich, um spätere Verwechslungen auszuschließen. Da schließlich die Namen der Objekte aus den abgeschnittenen Koordinaten bestehen sollten (die so genannte Parkes-Nomenklatur), mussten die abgeleiteten Koordinaten bis zu den Grenzen der Abschneidung korrekt sein.
Die Koordinatenrevision brachte auch unerwartete Vorteile mit sich. Da die Abgleiche in der Regel mit Kopien von Platten vorgenommen wurden, die nicht die ursprünglich vermessenen waren, konnten Unklarheiten, die durch Plattenfehler verursacht worden waren, beseitigt werden (z. B. wurden die Klassifizierungen „Verwerfung/Defekt“ in der Regel durch die zweite Platte entschieden). Jede Klassifizierung wurde auf diese Weise nach einem längeren Zeitraum mindestens ein drittes Mal überprüft. Sehr gelegentlich wurde ein neues Objekt in die Stichprobe aufgenommen, wenn es von ausreichendem Interesse war.
Ende 1980 konnte auch der Band mit den fotografischen Reproduktionen fertiggestellt werden. Die tausend Fotos, die für die Veröffentlichung vorgesehen waren, stellten für das Fotolabor des ROE ein großes Unterfangen dar. Nach sorgfältiger Beratung mit dem Leiter dieses Labors, Brian Hadley, wurde ein Plan für die Herstellung von Standardgrößen und -formaten für die Fotografien erstellt. Es wurden zwei Testläufe durchgeführt, um den optimalen Kontrast und die optimale Dichte für die Abzüge einzustellen. Für die endgültige Produktion identifizierte Russell Eberst von der Abteilung Schmidt jedes Objekt auf der besten verfügbaren Platte oder dem besten Film und markierte den zu fotografierenden Bereich. Der erfolgreiche Abschluss dieser Phase ist vor allem dem guten Urteilsvermögen zu verdanken, das Eberst bei der Identifizierung und Rahmung dieser langen Liste von Objekten an den Tag legte. Schließlich erstellte Bill Roberton vom ROE Photographic Laboratory alle endgültigen Abzüge. Die hervorragende Qualität der endgültigen Abzüge ist ein Tribut an Robertons Fähigkeiten und Sorgfalt.

## Aufnahmen einiger Objekte

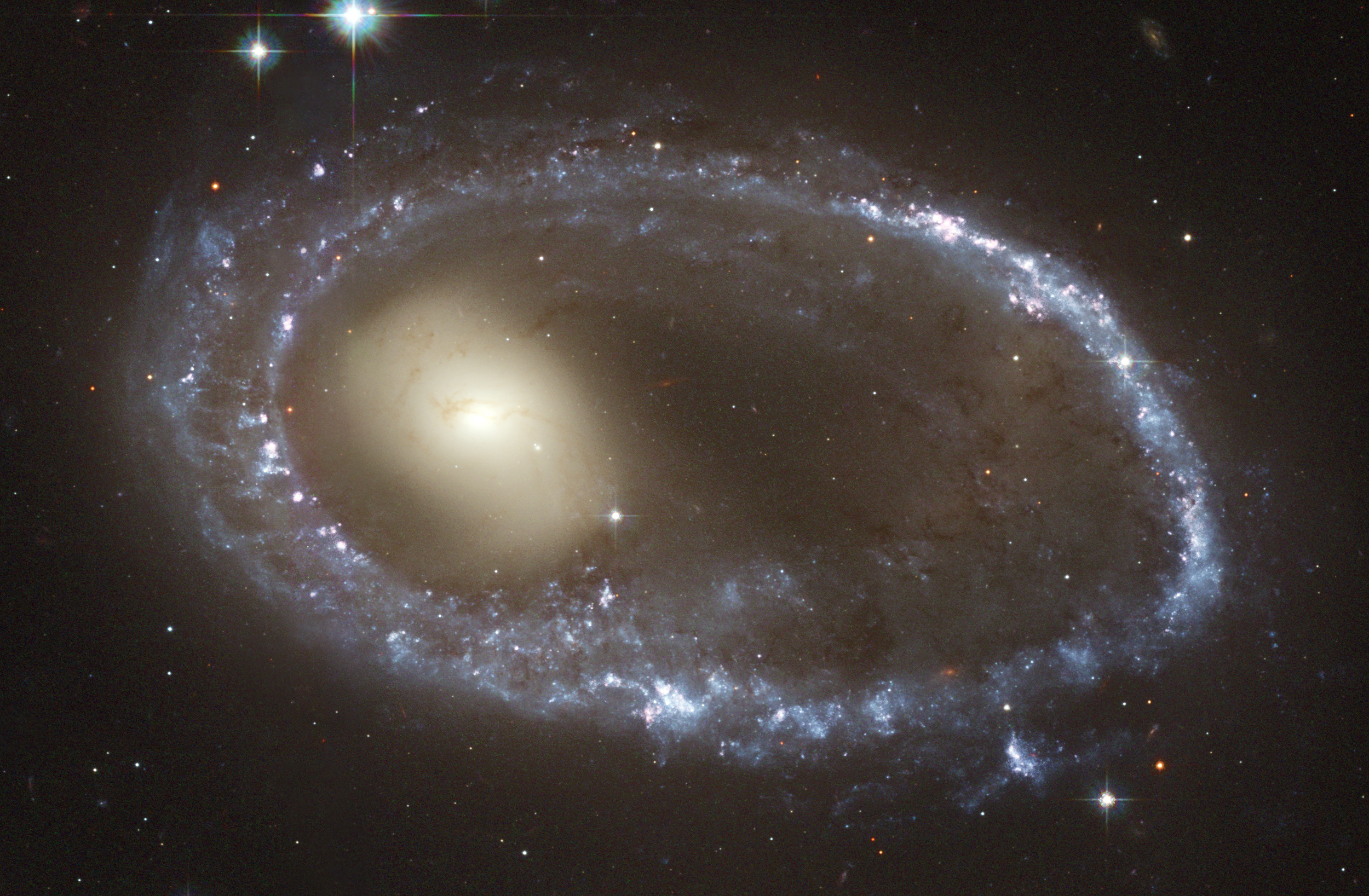
AM 0644-741
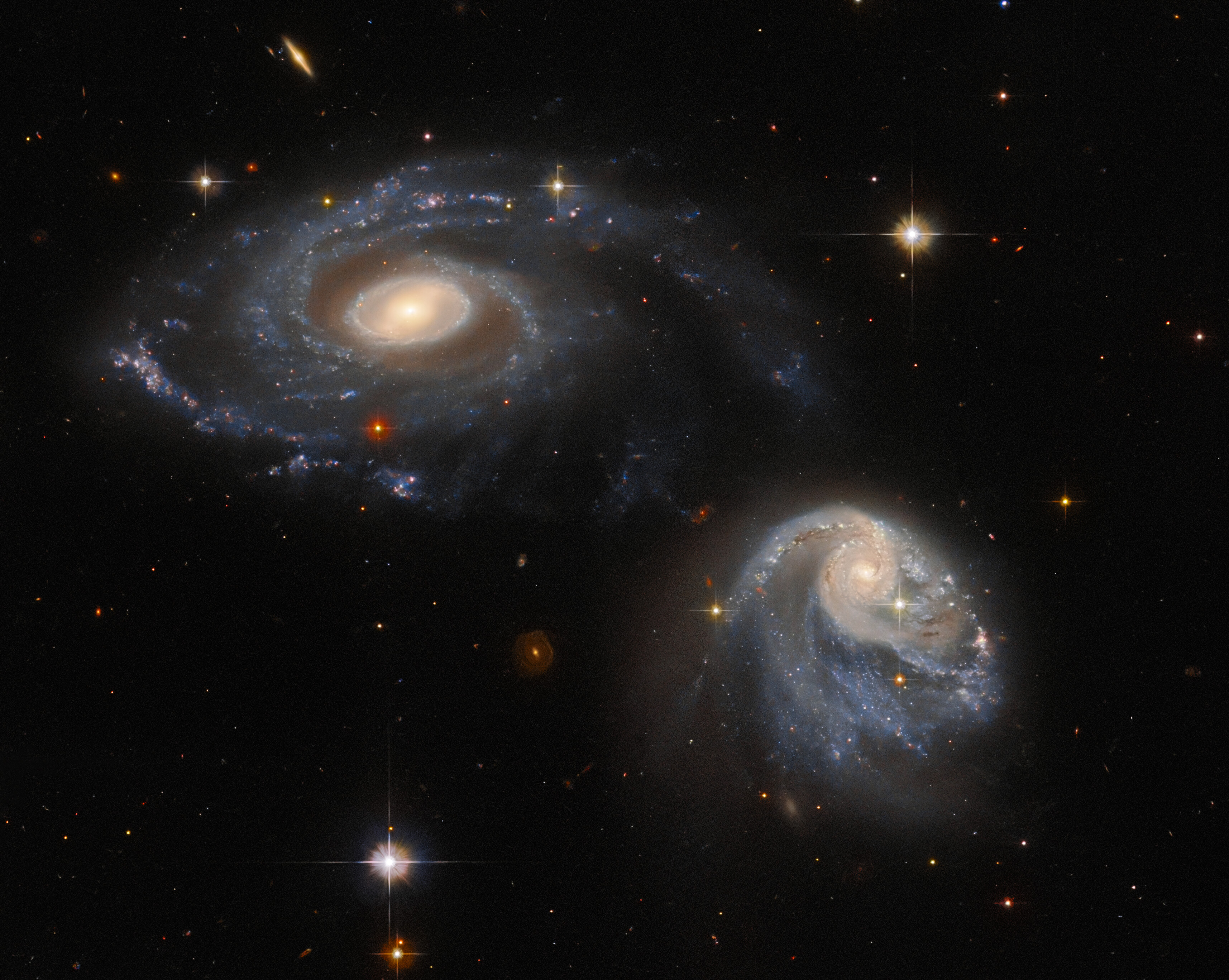
Aufnahme von AM 0608-333 mithilfe des Hubble-Weltraumteleskops
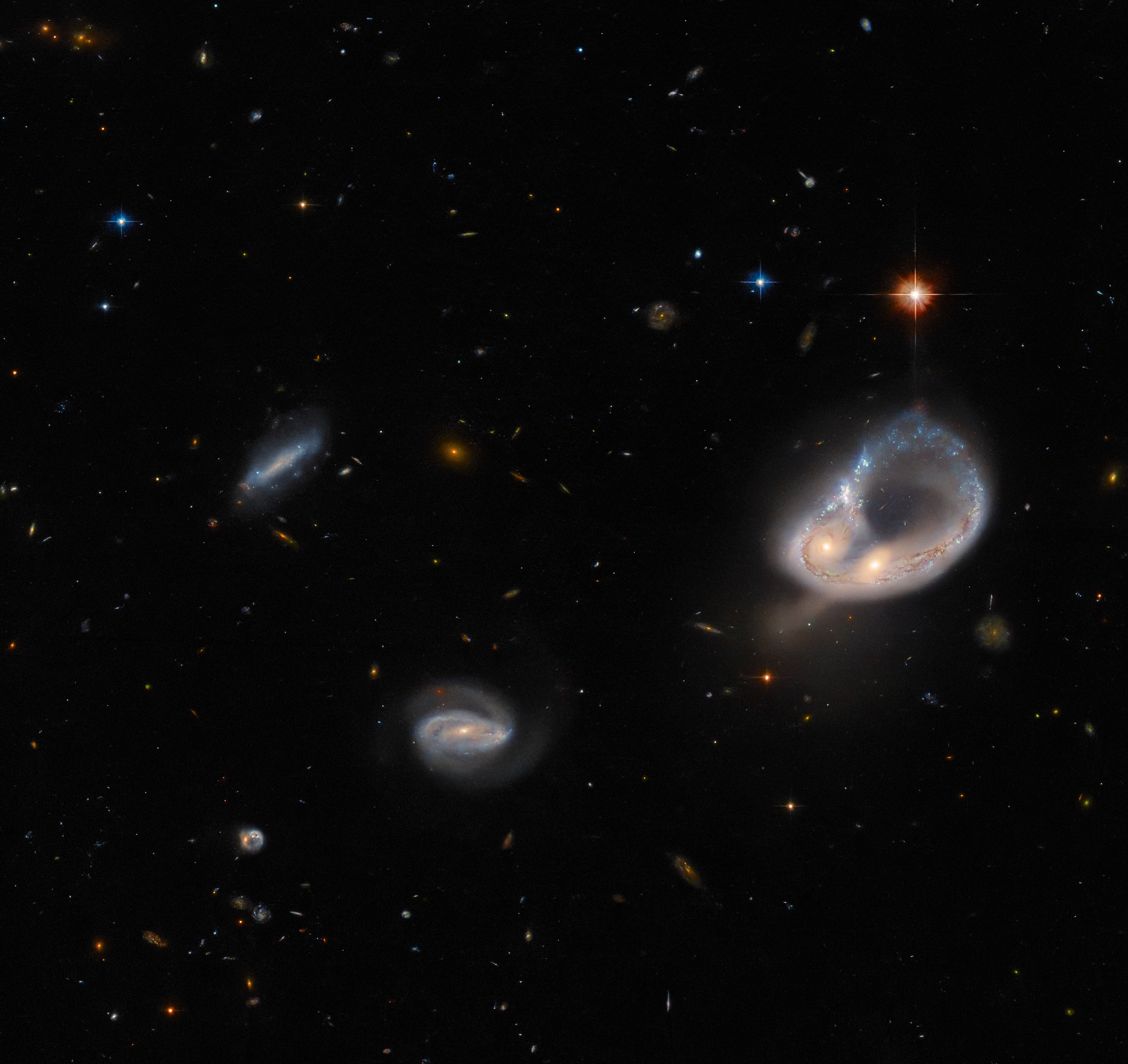
Aufnahme von AM 0417-391 mithilfe des Hubble-Weltraumteleskops
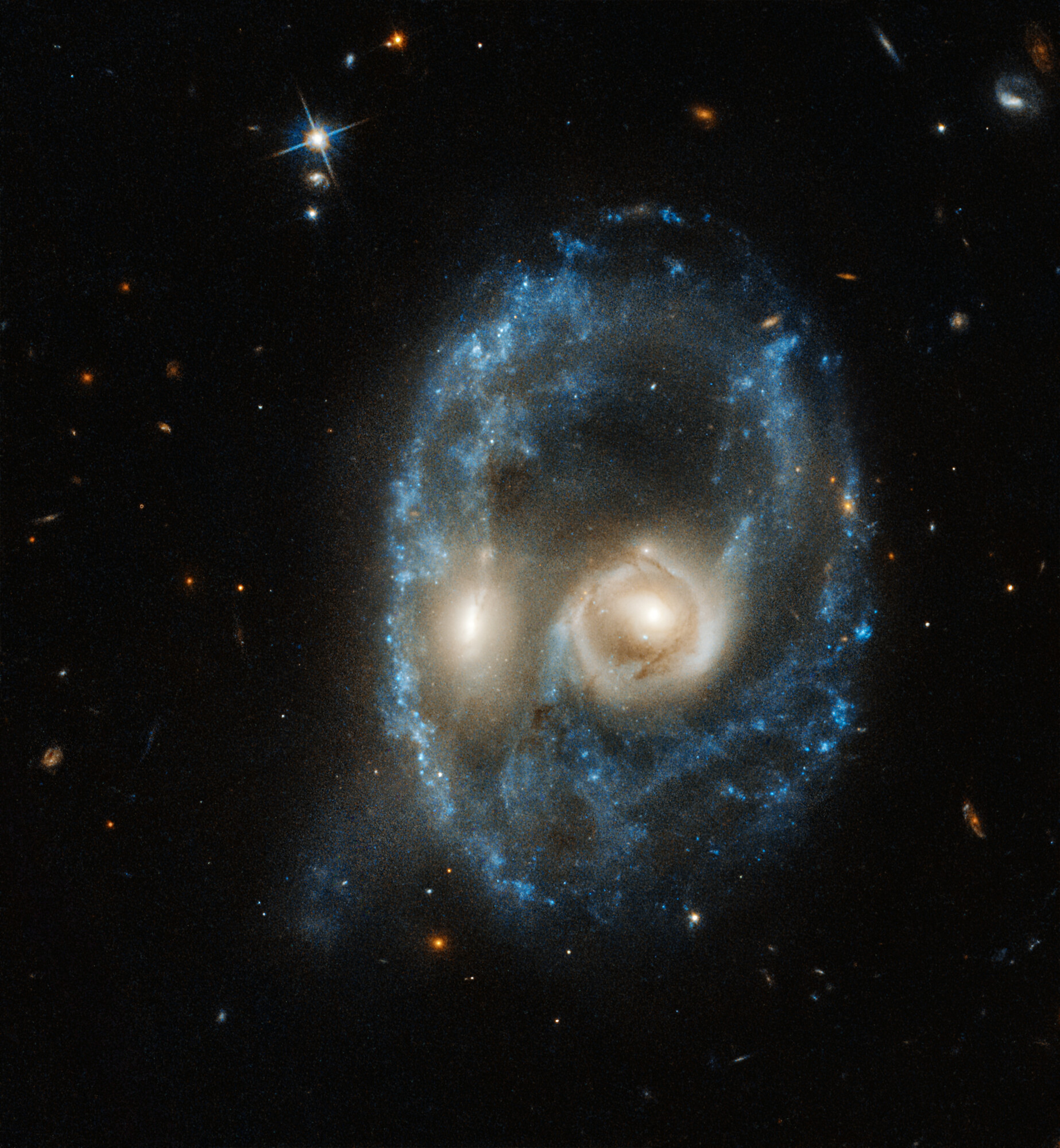
AM 2026-424